# میکیو آئوکی
میکیو آئوکی (انگلیسی: Mikio Aoki؛ زادهٔ ۸ ژوئن ۱۹۳۴ – درگذشتهٔ ۱۱ ژوئن ۲۰۲۳) سیاست‌مدار اهل ژاپن بود. وی از ۳ آوریل ۲۰۰۰ تا ۵ آوریل ۲۰۰۰ به عنوان نخست‌وزیر موقت ژاپن فعالیت نمود.
میکیو آئوکی در ۱۱ ژوئن ۲۰۲۳، در سن ۸۹ سالگی درگذشت.